# Dysdera cylindrica
Dysdera cylindrica este o specie de păianjeni din genul Dysdera, familia Dysderidae, descrisă de O. P.-cambridge, 1885. Conform Catalogue of Life specia Dysdera cylindrica nu are subspecii cunoscute.